# 524 288
Az  524 288 az 524 287 és az 524 289 közötti természetes szám. Összetett szám. Osztóinak összege 1048575.  Normálalakja {\displaystyle 5{,}24288\cdot 10^{5}}. Kettes számrendszerben 10000000000000000000, nyolcas számrendszerben 2000000, hexadecimális alakban 80000. A 2 19. hatványa.